# Олімпія Манчині
Олімпія Манчині, графиня Суассонська (Olympe Mancini; 11 липня 1638 — 9 жовтня 1708) — італійська аристократка. Вона була другою старшою з п'яти знаменитих сестер Манчіні, які разом із двома їхніми двоюрідними сестрами Мартіноцці були відомими при дворі короля Франції Людовика XIV Франції як мазарінетки, оскільки вони були племінницями головного міністра кардинала Мазаріні. Олімпія була матір'ю відомого австрійського полководця принца Євгена Савойського. Вона також брала участь у різних інтригах, включаючи сумнозвісну справу отрут, яка стала причиною її видворення з Франції.

## Сім'я і ранні роки
Олімпія Манчіні народилася 11 липня 1638 року і виросла в Римі. Її батьком був барон Лоренцо Манчині, італійський аристократ, який також був некромантом і астрологом. Після його смерті в 1650 році її мати, Джероніма Маззаріні, привезла своїх дочок з Риму до Парижа в надії використати вплив свого брата, кардинала Мазаріні, щоб отримати для них вигідні шлюби.
Іншими сестрами Манчині були:
- Лаура Манчині (1636—1657), старша сестра, дружина Луї де Бурбона, герцога Вандомського, онука короля Генріха IV і його коханки Габріель д'Естре.
- Марі Манчині (1639—1715), третя сестра, вважалася найменш красивою, але отримала найбільшу нагороду з усіх: Людовик XIV. Він був настільки захоплений нею, що хотів одружитися, але був змушений відмовитися від неї з політичних причин. Пізніше вона стала дружиною принца Лоренцо Колонна, який зазначив, що був здивований, знайшовши її цнотливою, оскільки ніхто не очікує знайти «невинність серед коханок королів» (з книги Антонії Фрейзер «Любов і Людовик XIV»).
- Гортензія Манчині (1646—1699), втекла від свого жорстокого чоловіка, Армана Шарля де ла Порте, герцога Ла Мейлере, і поїхала до Лондона, де стала коханкою короля Карла II.
- Марі Анна Манчині (1649—1714), дружина Моріса Годфруа де Ла Тур д'Овернь, герцога Буйонського, племінника відомого фельдмаршала Тюренна.

Манчині були не єдиними жінками з родини, яких кардинал Мазаріні привів до французького двору. Інші були двоюрідними сестрами Олімпії, дочками старшої сестри Мазаріні. Старша, Лаура Мартіноцці, стала дружиною Альфонсо IV д'Есте, герцога Моденського, і була матір'ю Марії Моденської, другої дружини короля Англії Якова II. Молодша, Анна Марі Мартіноцці, стала дружиною Армана, принца де Конті.
В Олімпії Манчині також було три брати: Поль, Філіп і Альфонс. Поль Жюль Манчіні був братом-близнюком Лаури, найстаршої з сестер Олімпії.

## Шлюб
24 лютого 1657 року Олімпія стала дружиною принца Ежена-Моріса Савойського, графа Суассонського (1633—1673), від якого народила восьмеро дітей, серед яких був відомий фельдмаршал принц Євген Савойський.

## Придворне життя
Невдовзі після одруження її сестри Марі з принцом Лоренцо Онофріо Колонна Олімпія була призначена наглядачкою двору королеви, що дало їй повноваження понад повноваження всіх інших дам при дворі, за винятком принцес крові.
Невдовзі після одруження Олімпія стала вплутуватися в різні інтриги при дворі. Ходили чутки, що до одруження вона недовго була коханкою Людовика XIV. Хоча Олімпія була не зовсім красивою, вона була описана як така, що володіє великим шармом і незаперечною чарівністю. Її волосся було темне, колір обличчя блискучий, очі чорні й живі, а фігура пухка й округла.
Після одруження вона об'єдналася з невісткою Людовика XIV, Генрієттою, герцогинею Орлеанською, і з якою він мав галантну дружбу. Королева-мати Анна Австрійська була глибоко стурбована тим, що Людовик XIV проводив багато часу, розважаючись далеко від своєї дружини, в компанії інших жінок, включаючи герцогиню Орлеанську, її фрейлін і Олімпію. У листі від мадемуазель де Фуйо вона докладно описує, як Олімпія була дуже засмучена тим, що Луїза, мадемуазель де Ла Вальєр отримала королівські ласки від короля. Вона хотіла бути єдиною, кому він повністю довіряє, що їй вдалося завоювати. Мадемуазель де Фуйо у своєму листі зазначила, що Олімпія добре знає, що Луїза довго працювала для цієї мети. Зрештою Людовик XIV закохався в Луїзу де Ла Вальєр, і Олімпія обернулася проти неї.

## Справа з отрутами
У 1679 році Олімпія була звинувачена в "Справі отрут " у змові з Ла Вуазен з метою отруїти Луїзу де Лавальєр, в отруєнні її чоловіка, трьох слуг, а також колишньої невістки короля Генрієтти Англійської. Кажуть, що вона навіть погрожувала самому королю словами: «повертайся до мене, або ти пошкодуєш».
У січні 1680 року її попросили залишити королівський двір, і вона негайно виїхала з Франції до Брюсселя, таким чином уникнувши арешту та суду за причетність до справи отрут.
У 1682 році вона звернулася за дозволом повернутися до Франції, але їй не дозволили.

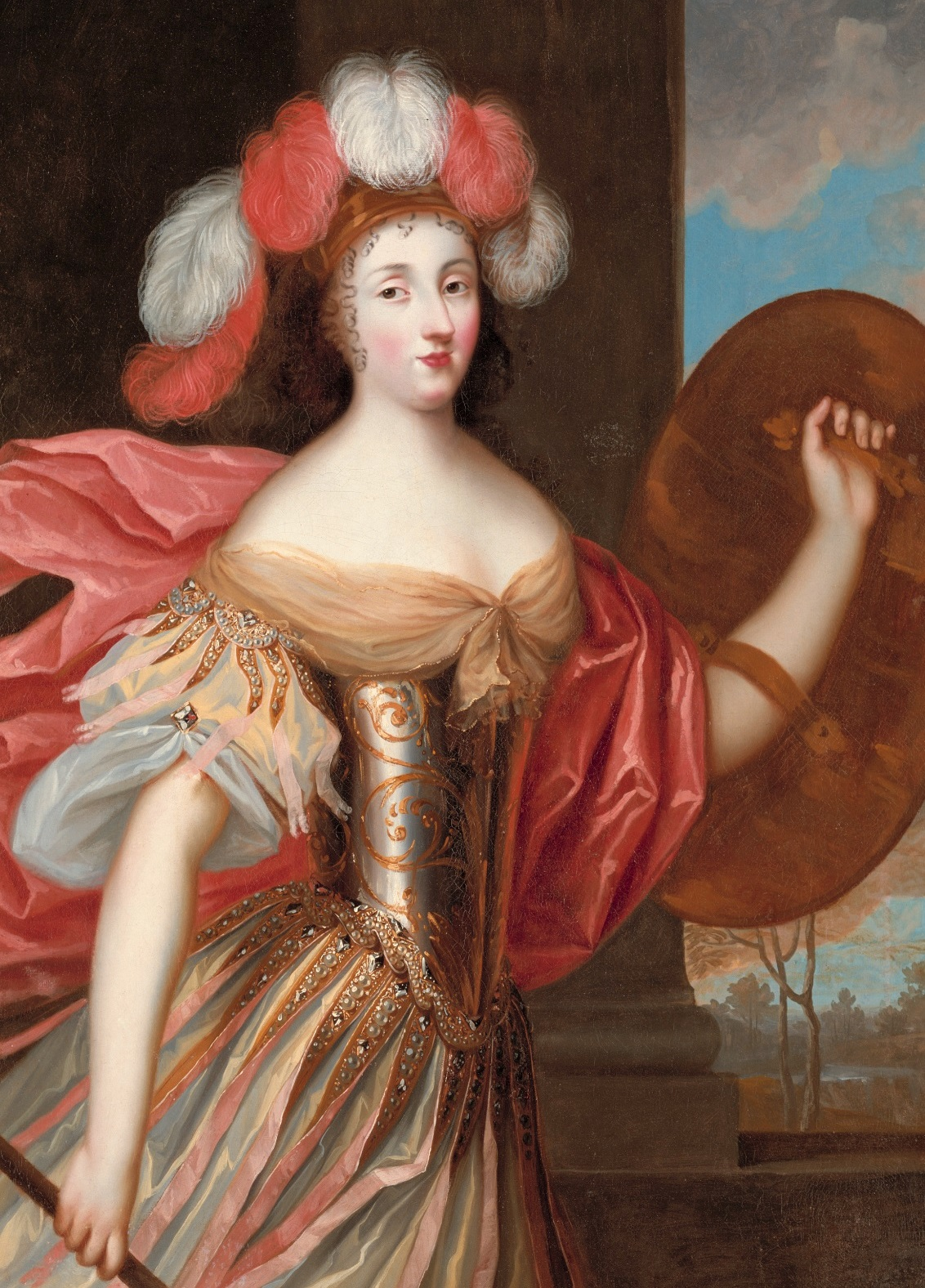
Портрет Олімпії Манчіні у вигляді богині Афіни. Написана до 1695 року П'єром Міньяром

## У вигнанні
Вона переїхала із Брюсселя до Іспанії, де її добре прийняли та жила з 1686 по 1689 рік, прославляючи іспанське вище суспільство та приймаючи французьких гостей у своєму салоні. У 1690 році її запідозрили в отруєнні королеви Іспанії Марії Луїзи Орлеанської, доньки Генрієтти і племінниці Людовика XIV.
23 січня 1690 року їй було наказано покинути іспанський двір; вона повернулася до Брюсселя, заявивши про свою невинуватість. Час від часу вона подорожувала до Англії разом зі своїми двома сестрами Марі та Гортензією. У Брюсселі вона надала покровительство музикантам П'єтро Антоніо Фіокко та Анрі Десмаресту.
Олімпія Манчині померла в Брюсселі 9 жовтня 1708 року у віці 70 років.

## Родина
Чоловік — Ежен-Моріс Савойський (1633—1673), граф Суассонський 
Діти:
- Луї Томас, граф Суассон (1657—1702), одружився з Уранією де Ла Кропт.
- Філіп, «суассонський абат» (1659—1693), неодружений.
- Луї Жюль, кавалер Савойї (1660—1683), загинув у битві проти турків.
- Емануель Філібер, граф Дре (1662—1676) неодружений.
- Принц Євген Савойський (1663—1736), відомий полководець.
- Принцеса Марія Жанна Савойська (1665—1705), мадемуазель де Суассон.
- Принцеса Луїза Філіберта Савойська (1667—1726), мадемуазель де Дре.
- Принцеса Франсуаза Савойська (1668—1671).